# فلوت
فلوت (به انگلیسی: Flute) از سازهای بادی چوبی (بی‌زبانه یا بی‌قمیش) است که برخلاف دیگر سازهای این دسته، صدای آن نه از لرزش قمیش، بلکه از نوسان هوای دمیده‌شده بر لبهٔ دهنی (یا تیغهٔ هواییِ) ساز تولید می‌شود. فلوت جزو سازهای بادی چوبی بدون زبانه است.
صدای فلوت را به رنگ آبی تشبیه می‌نمایند و آن را نوای آسمانی دانسته‌اند.

## تاریخچه
این ساز جزء قدیمی‌ترین ابزار موسیقی بشر محسوب می‌شود و قدمت برخی از انواع آن، که باستان‌شناسان یافته‌اند، به ۵۰٬۰۰۰ سال پیش می‌رسد.
فلوت‌ها در گذشته از جنس چوب ساخته می‌شدند (به همین دلیل در قدیم از آن به عنوان ساز بادی چوبی نام برده می‌شد) ولی امروزه با وجود اینکه این ساز در زمره سازهای بادی چوبی قرار دارد، لیکن ملاک تقسیم‌بندی آن جنس و آلیاژی که در ساخت آن استفاده شده مد نظر نیست، بلکه نحوه تولید صدای آن است.
واژه فلوت در زبان‌های اروپایی به معنای نام کلی سازهای مشابه فلوت نیز بکار می‌رود. فلوت و ساز شرقی نی هم نوعی فلوت شمرده می‌شود. به‌طور کلی فلوت و نی سازهایی هم‌خانواده هستند.
برخی از ویژگی‌های این ساز:
- با اینکه فلوت نیز جز سازهای بادی چوبی است ولی امروزه ان را از جنس طلا می‌سازند.
- فلوت جدید را «فلوت بوهم» می‌نامند.
- نت این ساز را با کلید سل می‌نویسند.

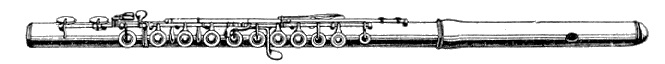
فلوت غربی

## انواع فلوت
فلوت چینی:

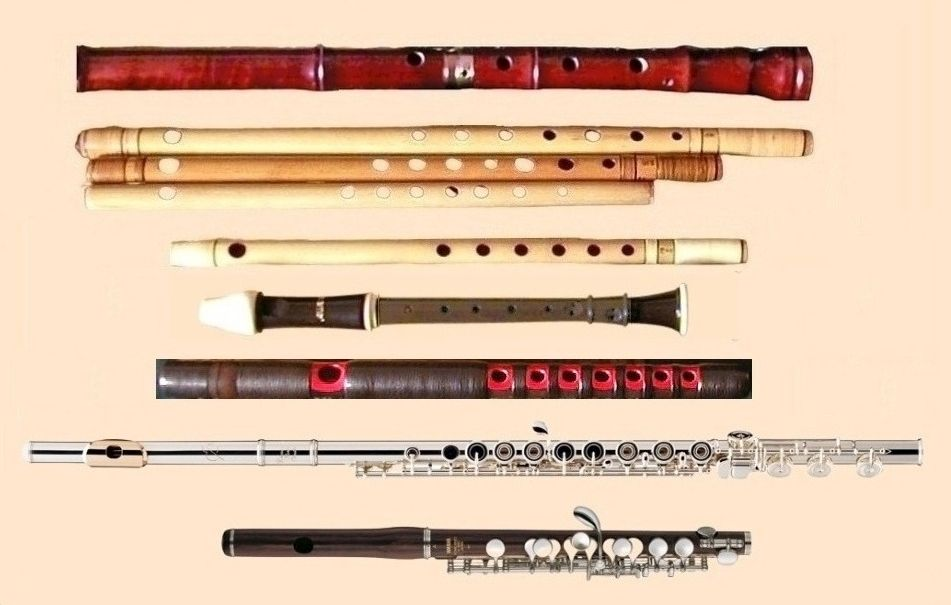
انواع فلوت از سراسر جهان

چین را می‌توان یکی از قدیمیترین کشورها در نواختن آلات موسیقی به‌ویژه فلوت دانست. در چین فلوتهای مختلفی وجود دارد از جمله:
1. Dizi: یکی از آلات اصلی موسیقی در چین است. علاوه بر این که از آن در موسیقی سنتی، اپرا و ارکستر استفاده می‌شود، به کشورهای غربی نیز راه پیدا کرده‌است. نواختن آن به صورت اریب می‌باشد. به‌طور عمده از چوب بامبو (خیزران) ساخته می‌شود و صدای بسیار زیبایی دارد.
2. Xiao: سازی بسیار قدیمی می‌باشد. نواختن آن به صورت عمودی و جنس آن نیز از خیزران تیره رنگ است.
3. Paixiao

4- Koudi: از جنس خیزران و بسیار کوچک و نازک می‌باشد. در سال ۱۹۷۱ توسط یکی از استادان فلوت Dizi اختراع شد.

## فلوت هندی (Bansuri)
این نوع فلوت در کشورهای هند و پاکستان نواخته می‌شود. از چوب خیزران ساخته شده و بر روی آن ۶ یا ۷ سوراخ وجود دارد. نواختن آن نیز به صورت اریب می‌باشد.

## اوکارینا (Ocarina)
یکی از قدیمیترین سازهای موسیقی در جهان می‌باشد. ۱۲۰۰۰ سال قدمت! گذشته آن به چین برمی گردد ولی به مرور زمان به اروپا نیز راه پیدا می‌کند. نحوه صدا دهی آن تقریباً شبیه به فلوت ریکوردر می‌باشد. جنس آن معمولاً از سفال است ولی با پلاستیک، چوب، شیشه و فلز نیز ساخته می‌شود. تعداد سوراخهای آن هم چهار تا دوازده عدد می‌باشد. صدای آن نیز بسیار زیباست.